# ماثيو موريسون
ماثيو جيمس موريسون (بالإنجليزية: Matthew Morrison) (ولد في 30 أكتوبر 1978) هو ممثل أمريكي وراقص وكاتب أغاني.

## حياته
ولد في فورد في كاليفورنيا هو من اصول اسكتلنديه.
عمل كمغني وراقص في برودواي

## وصلات خارجية
- ماثيو موريسون على موقع IMDb (الإنجليزية)
- ماثيو موريسون على موقع ميتاكريتيك (الإنجليزية)
- ماثيو موريسون على موقع قاعدة بيانات الأفلام العربية
- ماثيو موريسون على موقع ألو سيني (الفرنسية)
- ماثيو موريسون على موقع ميوزك برينز (الإنجليزية)
- ماثيو موريسون على موقع رولينغ ستون (الإنجليزية)
- ماثيو موريسون على موقع تيرنر كلاسيك موفيز (الإنجليزية)
- ماثيو موريسون على موقع أول موفي (الإنجليزية)
- ماثيو موريسون على موقع قاعدة بيانات برودواي على الإنترنت (الإنجليزية)
- ماثيو موريسون على موقع قاعدة بيانات الأفلام السويدية (السويدية)